# Loi sur le Plan statistique de Catalogne 2017-2020
Lire en ligne

(ca) LLEI 5/2016, del 23 de desembre, del Pla estadístic de Catalunya 2017-2020 i de modificació de la Llei 23/1998, d'estadística de Catalunya.

La loi sur le Plan statistique de Catalogne 2017-2020 (en catalan Llei del Pla estadístic de Catalunya 2017-2020) est une loi adoptée par le Parlement de Catalogne, promulguée le 23 décembre 2016. Elle organise et planifie les statistiques publiques catalanes pour les années 2017 à 2020, et réforme la loi sur les statistiques de Catalogne de 1998. Elle est adoptée par le Parlement le 22 décembre 2016 à l'unanimité.

## Contexte
La loi sur le Plan statistique de Catalogne 2011-2014, adoptée par le Parlement de Catalogne en mai 2010, organisait et planifiait les statistiques publiques catalanes pour la période 2011-2014.
En avril 2015, le deuxième gouvernement d'Artur Mas a proposé un projet de loi sur le Plan statistique de Catalogne 2016-2019, qui devait succéder au Plan 2011-2014. Cependant, le projet n'a pas été voté en raison de la dissolution du Parlement et de la convocation des élections législatives anticipées du 27 septembre 2015. Par conséquent, le Plan 2011-2014 a été prorogé pendant deux ans. Le programme annuel d'activités statistiques pour 2016 a été adopté par le gouvernement en décembre 2015 dans ce cadre.

## Adoption
Le gouvernement de Carles Puigdemont approuve le 5 avril 2016 un nouveau projet de loi sur le Plan statistique de Catalogne 2017-2020. Il reprend à l'identique le projet rédigé en 2015, en décalant simplement d'un an sa période d'application à 2017-2020 au lieu de 2016-2019. Le projet de Plan statistique, qui est le sixième plan de ce type, organise et planifie les statistiques publiques catalanes pour les quatre années à venir. La principale nouveauté est l'application du modèle utilisé dans les pays voisins, qui consiste à utiliser les informations administratives pour la production de statistiques, à des fins de recherche scientifique et d'évaluation des politiques publiques. Le projet s'inscrit dans le cadre des règlements européens sur les statistiques publiques, et suit les recommandations du Code de bonnes pratiques de la statistique européenne. Par ailleurs, le projet de loi modifie la loi sur les statistiques de Catalogne du 30 décembre 1998, dans le but d'adapter la législation aux évolutions législatives dans le domaine des statistiques européennes. Enfin, suivant les préconisations du Consell de Treball, Econòmic i Social de Catalunya (ca) (CTESC), le projet de loi fixe une durée limitée au mandat du directeur de l'Institut d'Estadística de Catalunya (Idescat), de quatre ans renouvelables une seule fois. La loi fait partie du programme du gouvernement présenté deux semaines plus tard.
Le projet de loi est débattu par le Parlement en mai 2016. Seule la gauche radicale de Catalunya Sí que es Pot (CSQP) s'y oppose, au motif que le projet n'est pas assez précis. Son porte-parole, Joan Coscubiela (ca) souligne que le Plan statistique 2017-2020 « se limite à quatre objectifs généraux et onze spécifiques ». Tous les autres groupes parlementaires votent en faveur du texte. La procédure d'urgence est engagée pour adopter le projet plus rapidement.
En novembre 2016, les libéraux unionistes de Ciutadans (C's) saisissent le Consell de Garanties Estatutàries (ca) pour un avis sur sa conformité juridique au statut d'autonomie de la Catalogne. Selon leur porte-parole Carlos Carrizosa (ca), le projet de loi excède les compétences du Parlement et « met en danger » les données personnelles des citoyens en les livrant au gouvernement. La saisine du Consell de Garanties Estatutàries (ca) retarde le vote de la loi, qui était prévu pour le 9 novembre.
La loi sur le Plan statistique de Catalogne 2017-2020 est adoptée le 22 décembre 2016 à l'unanimité sur la majorité de ses articles. Tous les partis votent en faveur du texte, mais l'opposition de droite de Ciutadans (C's) et du Parti populaire catalan (PPC) critique l'usage des données personnelles. C's vote contre l'un des articles et le PPC s'abstient sur trois autres. Les amendements de l'opposition sont rejetés par la majorité de Junts pel Sí (JxSí) et la Candidature d'unité populaire (CUP),.
La loi apporte des changements de nature plus technique que politique. Elle facilite l'utilisation des données administratives à des fins statistiques, et réglemente l'accès aux informations statistiques. Elle vise à encourager l'usage des données statistiques pour la recherche scientifique et l'évaluation des politiques publiques. Elle crée de façon permanente le Registre des fichiers statistiques,. Elle inclut les prix agroalimentaires parmi les statistiques d'intérêt pour la Généralité, ce qui était une revendication de l'Unió de Pagesos de Catalunya (ca) (UP) pour rendre le marché plus transparent.

## Contenu
Le titre I de la loi crée le Plan statistique de Catalogne 2017-2020. Il organise et planifie les statistiques publiques pour la période 2017 à 2020, définit les principes et les objectifs du Plan, et organise la coopération entre les institutions publiques et les autres entités concernées.
Le plan poursuit quatre objectifs principaux :
- consolider et étendre l'information statistique disponible dans le Système statistique de Catalogne ;
- favoriser l'intégration de l'information statistique ;
- promouvoir l'usage des statistiques officielles pour la recherche en sciences sociales et l'évaluation des politiques publiques ;
- améliorer la coordination du Système statistique de Catalogne dans la production et la diffusion des statistiques.

Le titre II modifie la Loi sur les statistiques de Catalogne de 1998. Il étend les compétences de l'Institut d'Estadística de Catalunya (Idescat), qui peut consulter toutes les archives, registres et statistiques, y compris fiscales. L'objectif est d'augmenter la fiabilité des statistiques. Il crée de façon permanente le Registre des fichiers statistiques.
En annexe de la loi figure la description des domaines d'étude du Plan. Parmi les domaines d'intérêt statistique pour la Généralité figurent les prix agroalimentaires. Cette qualification a deux conséquences. D'une part, les opérateurs ont obligation de communiquer les prix unitaires et les quantités vendues à l'Observatoire des prix agricoles et agroalimentaires, qui dépend du département de l'agriculture, sous peine d'amende. D'autre part, l'administration peut procéder à des inspections pour s'assurer de la véracité des informations.

## Application
Le gouvernement adopte en février 2017 le Programme annuel d'activités statistiques 2007 (PAAE 2017), qui définit les 311 actions statistiques prévues par la Généralité pour cette année. Il s'agit du premier programme annuel à faire application du Plan statistique 2017-2020. Parmi les actions prévues figurent l'enquête sur la jeunesse de Catalogne, l'enquête sur la sécurité publique, l'enquête sur les conditions de vie, les statistiques sur les pratiques sportives, et les projections de population en âge scolaire. Parmi les nouveautés, le programme prévoit de mesurer des indicateurs de bien-être et de progrès social, et d'établir des statistiques sur la natalité dans la ville de Barcelone. Il programme également des travaux préparatoires pour une nouvelle enquête sur les usages linguistiques. En matière de diffusion des statistiques, il prévoit d'améliorer la présentation des données sur le site internet de l'Idescat avec des graphiques et des cartes, et de nouveaux services aux usagers. Enfin, il met en place un projet de standardisation des méthodes pour améliorer la qualité des statistiques.